# Laura Haefeli
Laura Haefeli (* 15. Oktober 1967) ist eine ehemalige US-amerikanische Sommerbiathletin.
Haefeli lebt in Del Norte und arbeitet als Lauflehrerin an einer High School sowie als Imkerin eines eigenen seit 1907 bestehenden Familienunternehmens. Sie ist die national erfolgreichste US-amerikanische Sommerbiathletin. Sie war 1994, 1998 sowie von 2000 bis 2003 viermal in Folge Siegerin der Gesamtwertungen bei den US-Meisterschaften. International startete sie bei den Sommerbiathlon-Weltmeisterschaften 1998 in Osrblie, wo sie 18. des Sprintrennens und 19. der Verfolgung wurde. Mit Ann Sorenson, Debbie Schultz und Kristy Lippencott wurde sie Siebte des Staffelrennens. Daneben ist sie aktive Bergläuferin. Als bislang einzige US-amerikanische Läuferin konnte sie eine Medaille bei der World Mountain Running Trophy gewinnen.